# Боуман, Элисон
Э́лисон Бо́уман (англ. Alison Bowman) — английская кёрлингистка.
В составе женской сборной Англии участница чемпионата мира 1993 и двух чемпионатов Европы. Двукратная чемпионка Англии среди женщин.
Играла на позиции первого.

## Достижения
- Чемпионат Англии по кёрлингу среди женщин: золото (1992, 1993).[2]

## Команды
| Сезон   | Четвёртый  | Третий        | Второй        | Первый        | Запасной      | Турниры                      |
| ------- | ---------- | ------------- | ------------- | ------------- | ------------- | ---------------------------- |
| 1991—92 | Сэлли Грэй | Сара Джонстон | Дженис Мэнсон | Пэм Райт      | Элисон Боуман | ЧАЖ 1992                     |
| 1992—93 | Сэлли Грэй | Сара Джонстон | Дженис Мэнсон | Элисон Боуман |               | ЧЕ 1992 (8 место)            |
| 1992—93 | Сэлли Грэй | Сара Джонстон | Дженис Мэнсон | Памела Райт   | Элисон Боуман | ЧМ 1993 (9 место) · ЧАЖ 1993 |
| 1993—94 | Сэлли Грэй | Сара Джонстон | Дженис Мэнсон | Элисон Боуман | Памела Райт   | ЧЕ 1993 (7 место)            |

(скипы выделены полужирным шрифтом)